# Slavko Štimac
Slavko Štimac est un acteur yougoslave puis  serbe né le 15 octobre 1960 à Konjsko Brdo (Croatie).
Il a commencé sa carrière d'acteur à l'âge de 11 ans dans le film Vuk samotnjak.
Aujourd'hui il est une véritable star en Serbie et vit entre New York et Belgrade.
En France, il est surtout connu pour ses rôles dans les films d'Emir Kusturica, notamment Underground (1995) et La vie est un miracle (2004).

## Filmographie
| Année | Film                                                     | Rôle                  | Réalisateur          |
| ----- | -------------------------------------------------------- | --------------------- | -------------------- |
| 1972  | Vuk samotnjak                                            | Ranko                 | Obrad Gluščević      |
| 1973  | La Cinquième Offensive (Sutjeska)                        | Kurir (non crédité)   | Stipe Delić          |
| 1975  | Zimovanje u Jakobsfeldu                                  | Milan Maljević        | Branko Bauer         |
| 1976  | Salas u malom ritu                                       | Milan Maljević        | Branko Bauer         |
| 1976  | Vlak u snijegu                                           | Ljuban Maric          | Mate Relja           |
| 1977  | Croix de fer                                             | Michail (non crédité) | Sam Peckinpah        |
| 1977  | Éducation spéciale (Specijalno vaspitanje)               | Pera "Trta"           | Goran Marković       |
| 1978  | Dvoboj za juznu prugu                                    | Bane                  | Zdravko Velimirović  |
| 1978  | Tigar                                                    | Cok                   | Milan Jelić          |
| 1978  | Aller retour (Tamo i natrag)                             | Marko Jovanovic       | Aleksandar Petković  |
| 1980  | Qui chante là-bas ? (Ko to tamo peva)                    | Mladozenja            | Slobodan Šijan       |
| 1981  | Te souviens-tu de Dolly Bell ? (Sjecas li se Dolly Bell) | Dino                  | Emir Kusturica       |
| 1982  | Ziveti kao sav normalan svet                             | Mladic u kolicima     | Miloš Radivojević    |
| 1984  | Cudo nevidjeno                                           | Brat Kondic I         | Živko Nikolić        |
| 1984  | Mes amours de 68 (Varljivo leto '68)                     | Petar Cvetkovic       | Goran Paskaljević    |
| 1985  | Drzanje za vazduh                                        | Gligorije             | Zdravko Šotra        |
| 1987  | Na putu za Katangu                                       | Policajac             | Živojin Pavlović     |
| 1987  | Les panzers de la mort                                   | Sven                  | Gordon Hessler       |
| 1988  | Braca po materi                                          | Veselin               | Zdravko Šotra        |
| 1991  | Noc u kuci moje majke                                    | Gile                  | Žarko Dragojević     |
| 1991  | The Hottest Day of the Year                              | Car pound clerk       | Dušan Lazarević      |
| 1993  | Kazi zasto me ostavi                                     | Milicioner I          | Oleg Novković        |
| 1995  | Underground (Podzemlje)                                  | Ivan                  | Emir Kusturica       |
| 1997  | Tri letnja dana                                          | Sergije               | Mirjana Vukomanović  |
| 1999  | Oxygen                                                   | Det. Jerome Jerzy     | Richard Shepard      |
| 1999  | The Young Girl and the Monsoon                           | Milcho                | James Ryan           |
| 2004  | La vie est un miracle (Život Je Čudo)                    | Luka                  | Emir Kusturica       |
| 2006  | Optimisti                                                | Otac slepe devojke    | Goran Paskaljević    |
| 2007  | Konji vrani                                              | Kir Teja              | Ljubisa Samardzic    |
| 2007  | S. O. S. - Spasite nase duse                             | Fikret                | Slobodan Šijan       |
| 2008  | Buick Riviera                                            | Hasan Hujdur          | Goran Rušinović      |
| 2008  | Turneja                                                  | Djuro                 | Goran Marković       |
| 2009  | Djavolja varo                                            | Milos                 | Vladimir Paskaljević |
| 2011  | Neprijatelj                                              | Vesko                 | Dejan Zečević        |